# Jacinto Jijón y Caamaño (Carchi)
Jacinto Jijón y Caamaño ist eine Parroquia rural („ländliches Kirchspiel“) im Kanton Mira der ecuadorianischen Provinz Carchi. Sitz der Verwaltung ist die Ortschaft Río Blanco. Die Parroquia besitzt eine Fläche von 284,2 km². Die Einwohnerzahl lag im Jahr 2010 bei 2071.

## Lage
Die Parroquia Jacinto Jijón y Caamaño liegt an der Westabflachung der Anden im Norden von Ecuador. Die Längsausdehnung in NW-SO-Richtung beträgt etwa 37 km. Entlang der südlichen Verwaltungsgrenze fließt der Río Mira nach Nordwesten. Im Südosten reicht er bis zur Einmündung des Río de la Plata in den Río Mira. Im Westen wird das Verwaltungsgebiet vom Río Baboso, ebenfalls ein rechter Nebenfluss des Río Mira, begrenzt. Der etwa 900 m hoch gelegene Hauptort Río Blanco befindet sich oberhalb der Mündung des Río Blanco in den Río Mira 33 km nordwestlich vom Kantonshauptort Mira. 
Die Parroquia Jacinto Jijón y Caamaño grenzt im Nordwesten und im Norden an die Parroquias Tobar Donoso und El Chical (beide im Kanton Tulcán), im Osten an die Parroquia El Goaltal (Kanton Espejo), im äußersten Südosten an die Parroquia La Concepción, im Süden an die Provinz Imbabura mit den Parroquias La Carolina und Lita (beide im Kanton Ibarra) sowie im äußersten Westen an die Provinz Esmeraldas mit der Parroquia Alto Tambo.

## Orte und Siedlungen
In der Parroquia Jacinto Jijón y Caamaño gibt es folgende Caseríos: Río Blanco, San Juan de Lachas, La Chorrera, Chinambí, La Florida, El Carmen, Espejo No.1, San Jacinto de Chinambí, La Primavera, La Belleza, San Francisco de Tablas, Esperanza de Lachas, Tablas, Caliche, Río Verde, Miravalle, La Joya, Santa Marianita de Caliche, Colonia Huaqueña, Santa Rosa de Praderas, El Cielito und Cachaquito.

## Geschichte
Das Gebiet war ursprünglich unter der Bezeichnung "Las Lachas" bekannt. Die Parroquia Jacinto Jijón y Caamaño wurde am 15. November 1957 im Kanton Espejo gegründet. Namensgeber war Jacinto Jijón y Caamaño (1890–1950), ein Historiker, Archäologe und Politiker. Im Jahr 1980 wurde die Parroquia Teil des neu geschaffenen Kantons Mira.